# Neuilly-en-Dun
Pour les articles homonymes, voir Neuilly.
Neuilly-en-Dun est une commune française située dans le département du Cher en région Centre-Val de Loire.

## Géographie
Neuilly-en-Dun est située dans le département du Cher, dans la région Centre-Val de Loire. La commune est située à  27,4 km de Saint-Amand-Montrond, à 46,8 km de Bourges, à 51,7 km de Nevers, à 168,5 km d'Orléans, à 293,8 km de Paris.

### Lieux-dits
À Neuilly-en-Dun, il y a 44 lieux-dits :
Barateaux (les), Berniers (les), Bonnets Rouges (les), Champs des murs (le), Champs meunier (le), Chateau de Lienesse (le), Chaume vallée (la), Chaume bourgeois (la), Chaume carreaux (la), Chaumes Varisson (la), Claveaux (les), Coudras (le), Chaumes du soc (la), Chaumes (la), Domaine du bois (le), Duzes (les), Ecluse des presles (l'), Ecluse de Neuilly (l'), Entruye (l'), Fouraton, Gargots (les), Gadeaux (les), Gagnerie (la), Galetas (les), Lienesse, Lignes (les), Laumoy, Moulins D'enjean (le), Murailles (les), Nourissons (les), Ormenay (l'), Petit Varisson (le), Poule (la), Pont de St Laurent (le), Puits de Vorne (le), Renards (les), Romenée (la), Riaux (les), Rochers (les), Roublas (la), Senais, Servans, Tête au chèvre (la), Truatte (la), Vignonnerie (la), Vignards (les), Varisson (le), Vallée (la), Vaurins (le), Zéros(les).

### Topographie
Neuilly-en-Dun fait partie du canton de Sancoins depuis 1790. La commune s'étend sur 2 949 hectares de plaines et de vallons. L'altitude moyenne du bourg est de 219 mètres. La commune est traversée par le Sagonin et le canal de Berry d'est en ouest. Il y a deux écluses à Neuilly-en-Dun : l'écluse de Lienesse et l'écluse de Rhimbé.

### Climat
Pour des articles plus généraux, voir Climat du Centre-Val de Loire et Climat du Cher.
En 2010, le climat de la commune est de type climat océanique dégradé des plaines du Centre et du Nord, selon une étude du CNRS s'appuyant sur une série de données couvrant la période 1971-2000. En 2020, Météo-France publie une typologie des climats de la France métropolitaine dans laquelle la commune est exposée à un climat océanique altéré et est dans une zone de transition entre les régions climatiques « Centre et contreforts nord du Massif Central » et « Ouest et nord-ouest du Massif Central ». 
Pour la période 1971-2000, la température annuelle moyenne est de 11,1 °C, avec une amplitude thermique annuelle de 15,8 °C. Le cumul annuel moyen de précipitations est de 771 mm, avec 12 jours de précipitations en janvier et 7,5 jours en juillet. Pour la période 1991-2020, la température moyenne annuelle observée sur la station météorologique la plus proche, située à Sancoins à 11 km à vol d'oiseau, est de 11,7 °C et le cumul annuel moyen de précipitations est de 800,9 mm,. Pour l'avenir, les paramètres climatiques de la commune estimés pour 2050 selon différents scénarios d'émission de gaz à effet de serre sont consultables sur un site dédié publié par Météo-France en novembre 2022.

## Urbanisme

### Typologie
Au 1er janvier 2024, Neuilly-en-Dun est catégorisée commune rurale à habitat très dispersé, selon la nouvelle grille communale de densité à 7 niveaux définie par l'Insee en 2022.
Elle est située hors unité urbaine et hors attraction des villes,.

### Occupation des sols
L'occupation des sols de la commune, telle qu'elle ressort de la base de données européenne d’occupation biophysique des sols Corine Land Cover (CLC), est marquée par l'importance des territoires agricoles (94,6 % en 2018), une proportion identique à celle de 1990 (94,6 %). La répartition détaillée en 2018 est la suivante : 
prairies (47 %), terres arables (43,8 %), forêts (4,5 %), zones agricoles hétérogènes (3,8 %), zones urbanisées (0,9 %).
L'évolution de l’occupation des sols de la commune et de ses infrastructures peut être observée sur les différentes représentations cartographiques du territoire : la carte de Cassini (XVIIIe siècle), la carte d'état-major (1820-1866) et les cartes ou photos aériennes de l'IGN pour la période actuelle (1950 à aujourd'hui).

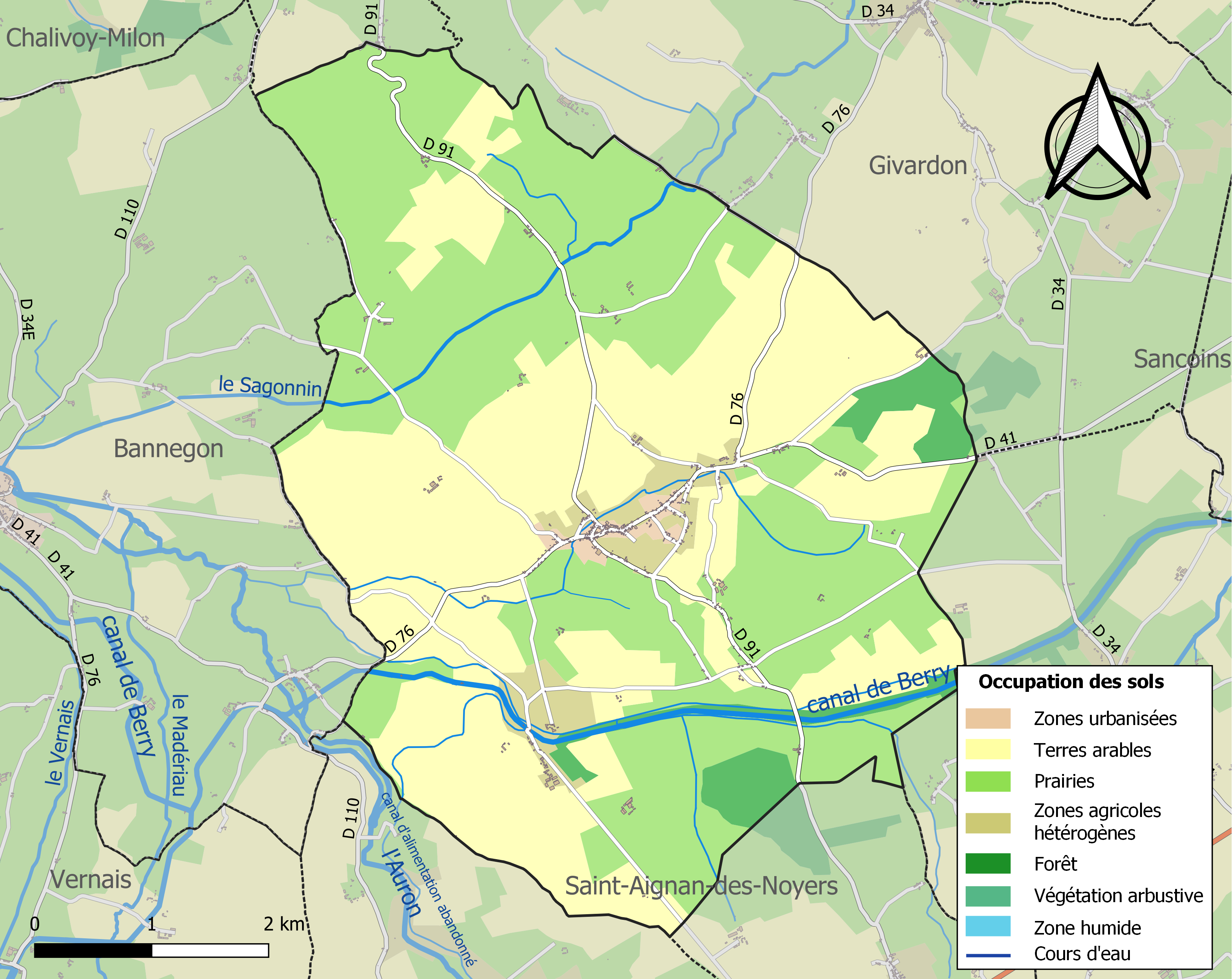
Carte des infrastructures et de l'occupation des sols de la commune en 2018 (CLC).

### Risques majeurs
Le territoire de la commune de Neuilly-en-Dun est vulnérable à différents aléas naturels : météorologiques (tempête, orage, neige, grand froid, canicule ou sécheresse), mouvements de terrains et séisme (sismicité faible). Un site publié par le BRGM permet d'évaluer simplement et rapidement les risques d'un bien localisé soit par son adresse soit par le numéro de sa parcelle.

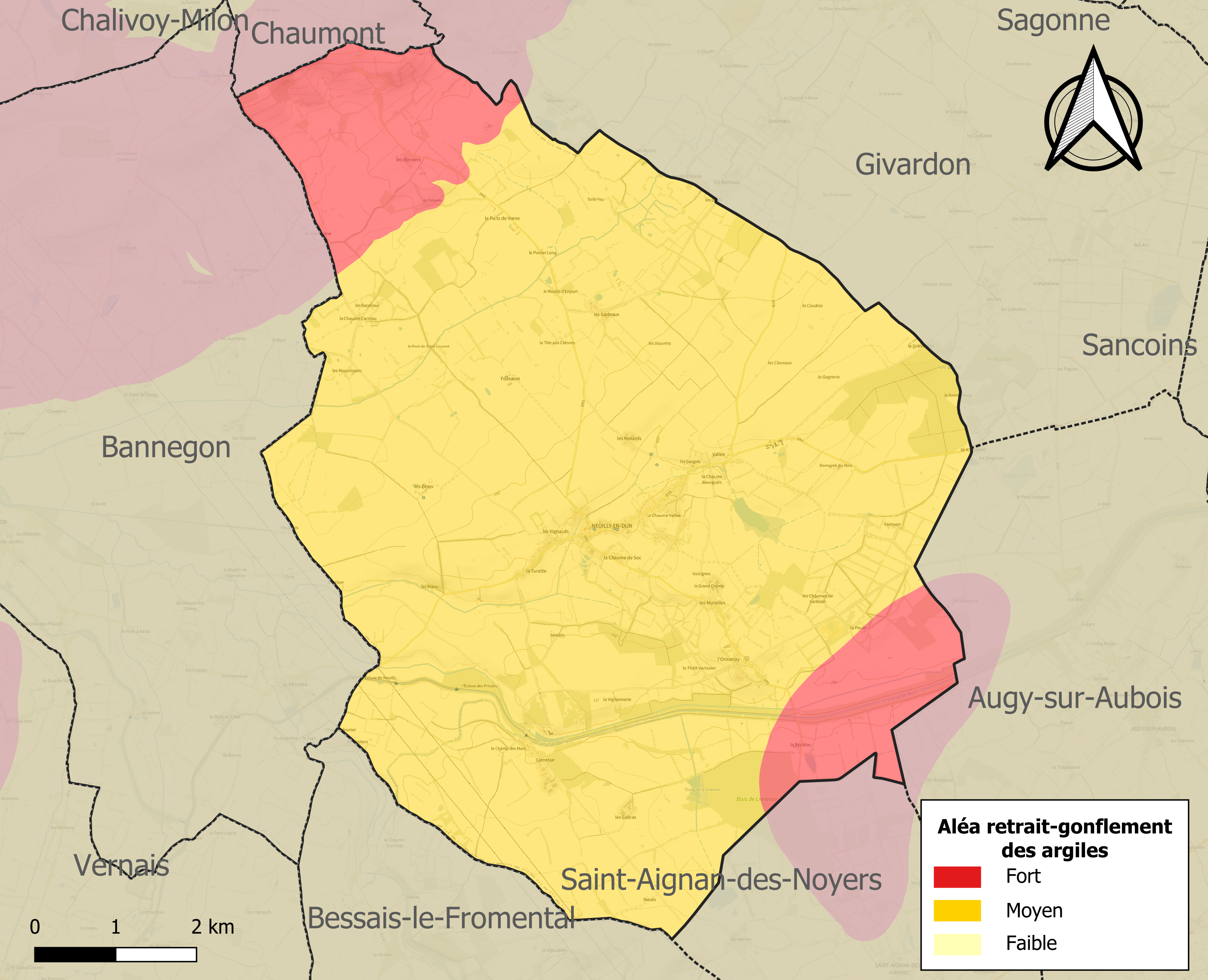
Carte des zones d'aléa retrait-gonflement des sols argileux de Neuilly-en-Dun.

La commune est vulnérable au risque de mouvements de terrains constitué principalement du retrait-gonflement des sols argileux. Cet aléa est susceptible d'engendrer des dommages importants aux bâtiments en cas d’alternance de périodes de sécheresse et de pluie. La totalité de la commune est en aléa moyen ou fort (90 % au niveau départemental et 48,5 % au niveau national). Sur les 186 bâtiments dénombrés sur le territoire de la commune en 2019, 186 sont en aléa moyen ou fort, soit 100 %, à comparer aux 83 % au niveau départemental et 54 % au niveau national. Une cartographie de l'exposition du territoire national au retrait gonflement des sols argileux est disponible sur le site du BRGM,.
Concernant les mouvements de terrains, la commune a été reconnue en état de catastrophe naturelle au titre des dommages causés par des mouvements de terrain en 1999.

## Toponymie
Le nom de Neuilly-en-Dun vient du latin Nobiliacum « le domaine de » suivi du Dunois qui signifie « lieu élevé ».
En 1790, définitivement rattaché au canton de Sancoins, Neuilly-en-Dun trouve son appellation actuelle et définitive.

## Politique et administration
| Période                                  | Période  | Identité                   | Étiquette | Qualité                             |
| ---------------------------------------- | -------- | -------------------------- | --------- | ----------------------------------- |
| 1790                                     | 1792     | François de Beaucaire      |           |                                     |
| 1792                                     | 1793     | Anet-Léonard Fournier      |           |                                     |
| 1793                                     | 1798     | Gilbert Belleret           |           |                                     |
| 1798                                     | 1800     | Charles Bureau             |           |                                     |
| 1800                                     | 1804     | François Polly             |           |                                     |
| 1804                                     | 1808     | Jean de Beaucaire          |           |                                     |
| 1808                                     | 1812     | Jean Jacquelin             |           |                                     |
| 1812                                     | 1822     | Jean-Baptiste de la Mousse |           |                                     |
| 1822                                     | 1827     | Charles Renaudein          |           |                                     |
| 1827                                     | 1829     | Jean Maranjon              |           |                                     |
| 1829                                     | 1852     | Gilbert Maranjon           |           |                                     |
| 1852                                     | 1870     | Théodore Patissier         |           |                                     |
| 1870                                     | 1871     | félix Gaget                |           |                                     |
| 1871                                     | 1876     | Michel Angrand             |           |                                     |
| 1876                                     | 1878     | Georges-Théodore Barret    |           |                                     |
| 1878                                     | 1881     | Auguste Jean Chaput        |           |                                     |
| 1881                                     | 1892     | Félix Gaget                |           |                                     |
| 1892                                     | 1896     | Jean Chaput                |           |                                     |
| 1893                                     | 1902     | Aristide Protat            |           |                                     |
| 1902                                     | 1915     | Etienne Sotton             |           |                                     |
| 1915                                     | 1919     | Louis Lamouroux            |           |                                     |
| 1919                                     | 1927     | Pierre Tixier              |           |                                     |
| 1927                                     | 1935     | Pierre Fradel              |           |                                     |
| 1935                                     | 1941     | Albert Vrin                |           |                                     |
| 1941                                     | 1944     | Joseph Robinet             |           |                                     |
| 1944                                     | 1971     | Henri Boucher              |           |                                     |
| 1971                                     | 1974     | Auguste Rivière            |           |                                     |
| 1974                                     | 1994     | Pierre Bardin              | DVD       | Agriculteur                         |
| 1994                                     | 2001     | Olivier Boubat             | DVD       | Chef d'entreprise                   |
| 2001                                     | En cours | Serge Butard,              |           | Agriculteur sur grande exploitation |
| Les données manquantes sont à compléter. |          |                            |           |                                     |

## Démographie
L'évolution du nombre d'habitants est connue à travers les recensements de la population effectués dans la commune depuis 1793. Pour les communes de moins de 10 000 habitants, une enquête de recensement portant sur toute la population est réalisée tous les cinq ans, les populations de référence des années intermédiaires étant quant à elles estimées par interpolation ou extrapolation. Pour la commune, le premier recensement exhaustif entrant dans le cadre du nouveau dispositif a été réalisé en 2007.

En 2022, la commune comptait 225 habitants, en évolution de −3,02 % par rapport à 2016 (Cher : −2,48 %, France hors Mayotte : +2,11 %).
| 1793 | 1800 | 1806 | 1821 | 1831 | 1836 | 1841 | 1846 | 1851 |
| ---- | ---- | ---- | ---- | ---- | ---- | ---- | ---- | ---- |
| 586  | 587  | 660  | 720  | 720  | 708  | 740  | 746  | 768  |

| 1856 | 1861 | 1866 | 1872 | 1876 | 1881 | 1886 | 1891 | 1896 |
| ---- | ---- | ---- | ---- | ---- | ---- | ---- | ---- | ---- |
| 798  | 804  | 886  | 888  | 901  | 864  | 842  | 797  | 808  |

| 1901 | 1906 | 1911 | 1921 | 1926 | 1931 | 1936 | 1946 | 1954 |
| ---- | ---- | ---- | ---- | ---- | ---- | ---- | ---- | ---- |
| 799  | 747  | 691  | 579  | 570  | 515  | 515  | 434  | 399  |

| 1962 | 1968 | 1975 | 1982 | 1990 | 1999 | 2006 | 2007 | 2012 |
| ---- | ---- | ---- | ---- | ---- | ---- | ---- | ---- | ---- |
| 396  | 397  | 383  | 338  | 277  | 258  | 296  | 300  | 254  |

| 2017 | 2022 | - | - | - | - | - | - | - |
| ---- | ---- | - | - | - | - | - | - | - |
| 224  | 225  | - | - | - | - | - | - | - |

## Vie locale

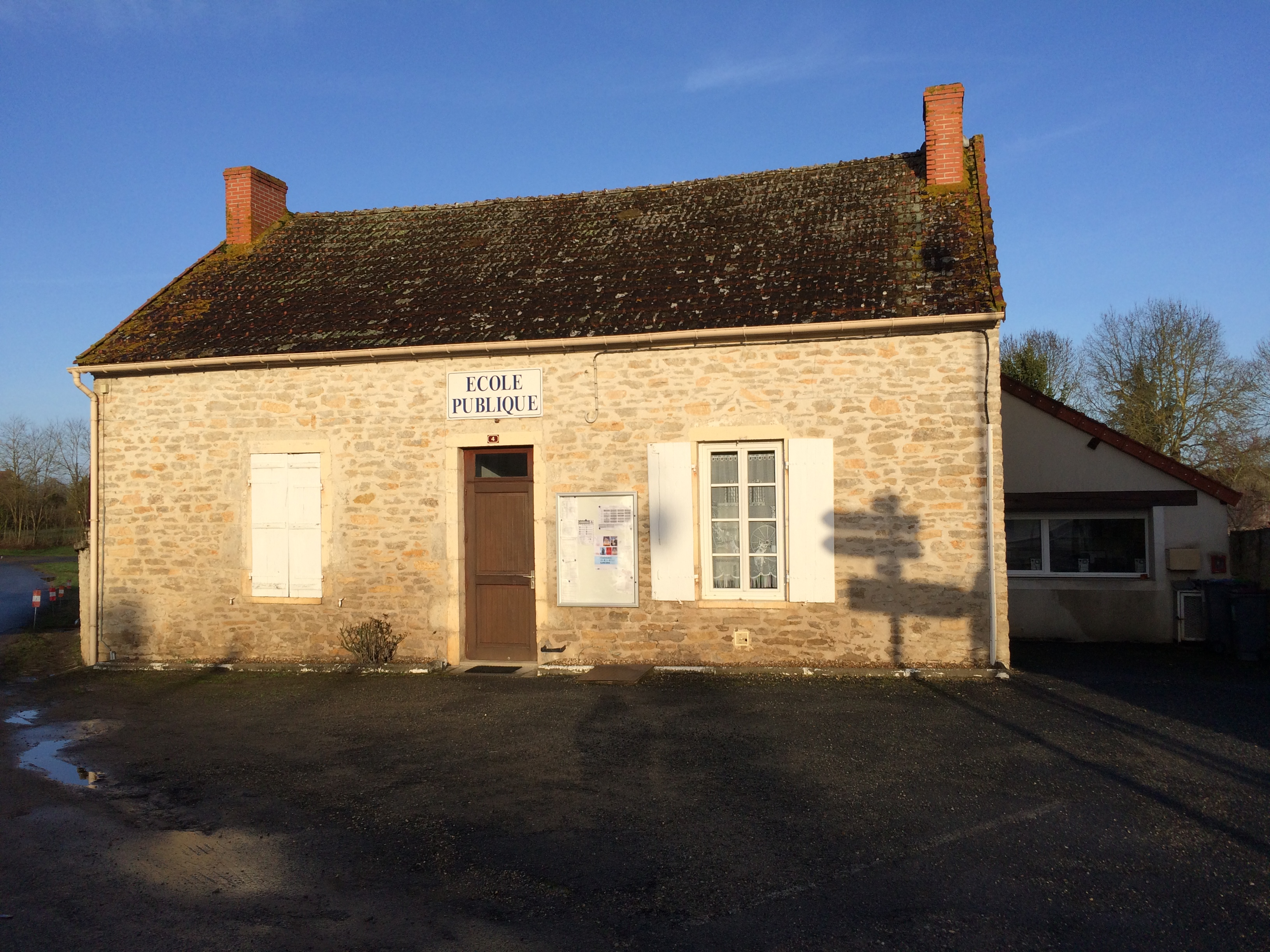
L'école de Neuilly en Dun

### Enseignement
L'école de Neuilly-en-Dun est située près de la mairie. Dans cette école publique sont scolarisés les élèves de CM1et CM2. Le regroupement pédagogique intercommunal  accueille les élèves d'Augy-sur-Aubois, Chaumont, Givardon, Neuilly-en-Dun, Saint-Aignan-des-Noyers. L'école d'Augy-sur-Aubois est une école maternelle , les élèves de CP , CE1 et CE2 vont à l'école de Givardon.
Le 24 juillet 1991, Augy-sur-Aubois et Neuilly-en-Dun ont formé le début du regroupement pédagogique. En 1996, Saint-Aignan-des-Noyers les a rejoints puis Chaumont en 1998. Enfin la commune de Givardon est entrée dans ce regroupement à partir de 2001.

## Culture locale et patrimoine

### Lieux et monuments
- L'église Saint-Roch, a été construite entre 1140-1160. elle est donc du style roman avec des ouvertures arrondies[22], augmentée de sa chapelle nord en 1767. Elle est classée parmi les monuments historiques par arrêté du 10 février 1913 et fait partie du circuit du Berry roman.
- Le château de Liénesse. Le pigeonnier est inscrit sur l'inventaire supplémentaire des monuments historiques par arrêté du 25 octobre 1971.

Photos de Neuilly-en-Dun
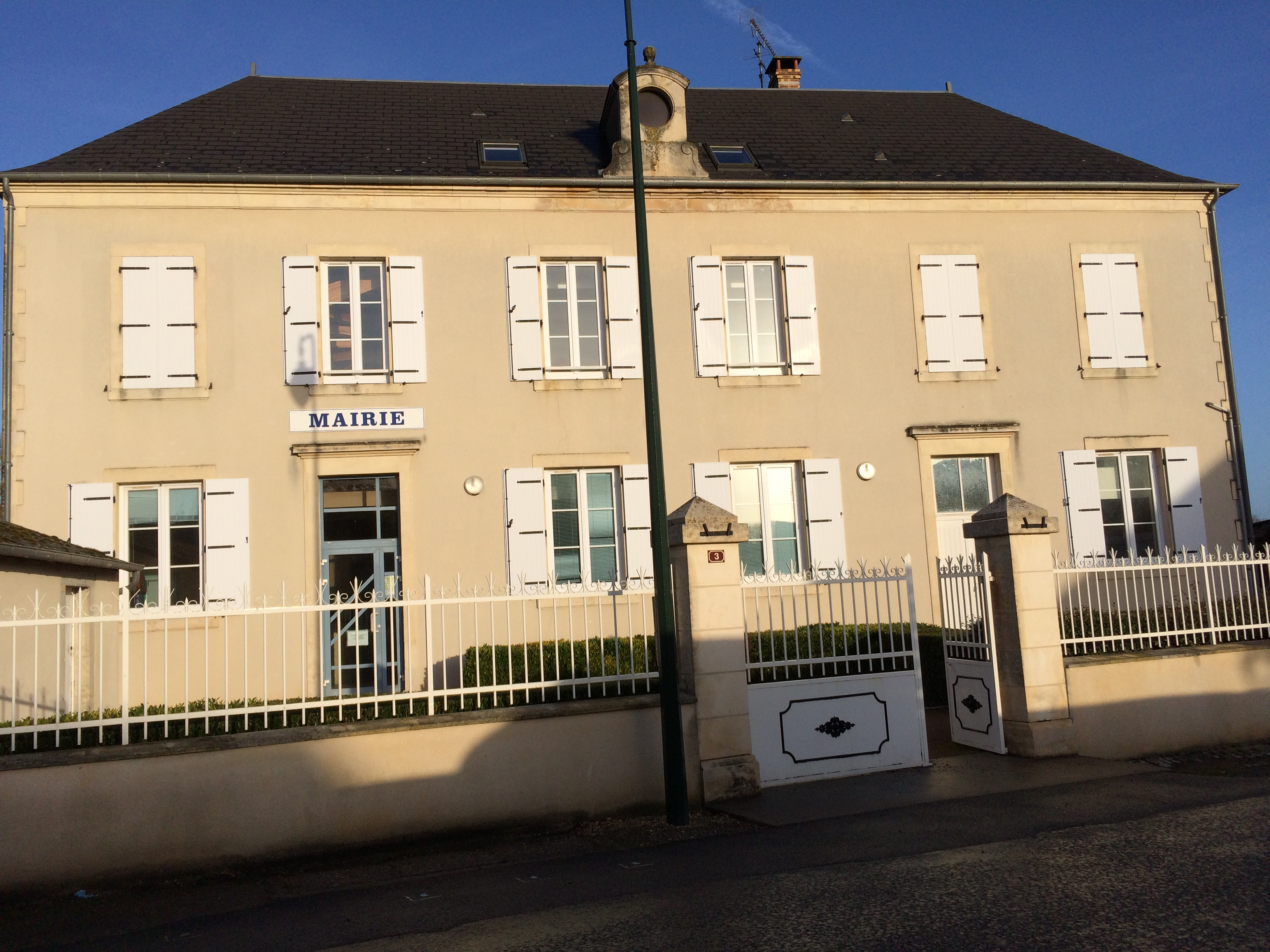
La mairie de Neuilly-en-Dun.
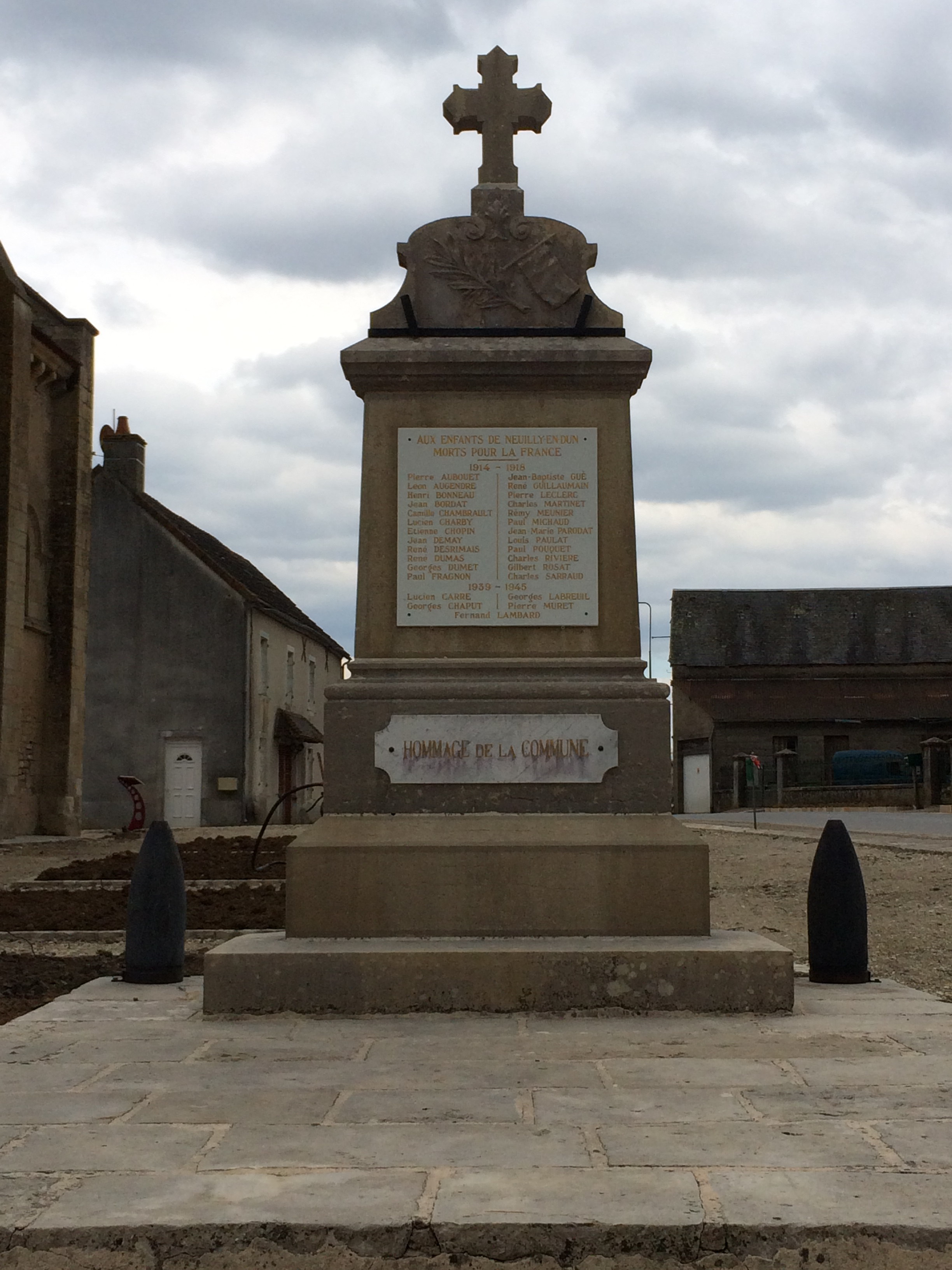
Monument aux morts de Neuilly-en-Dun.
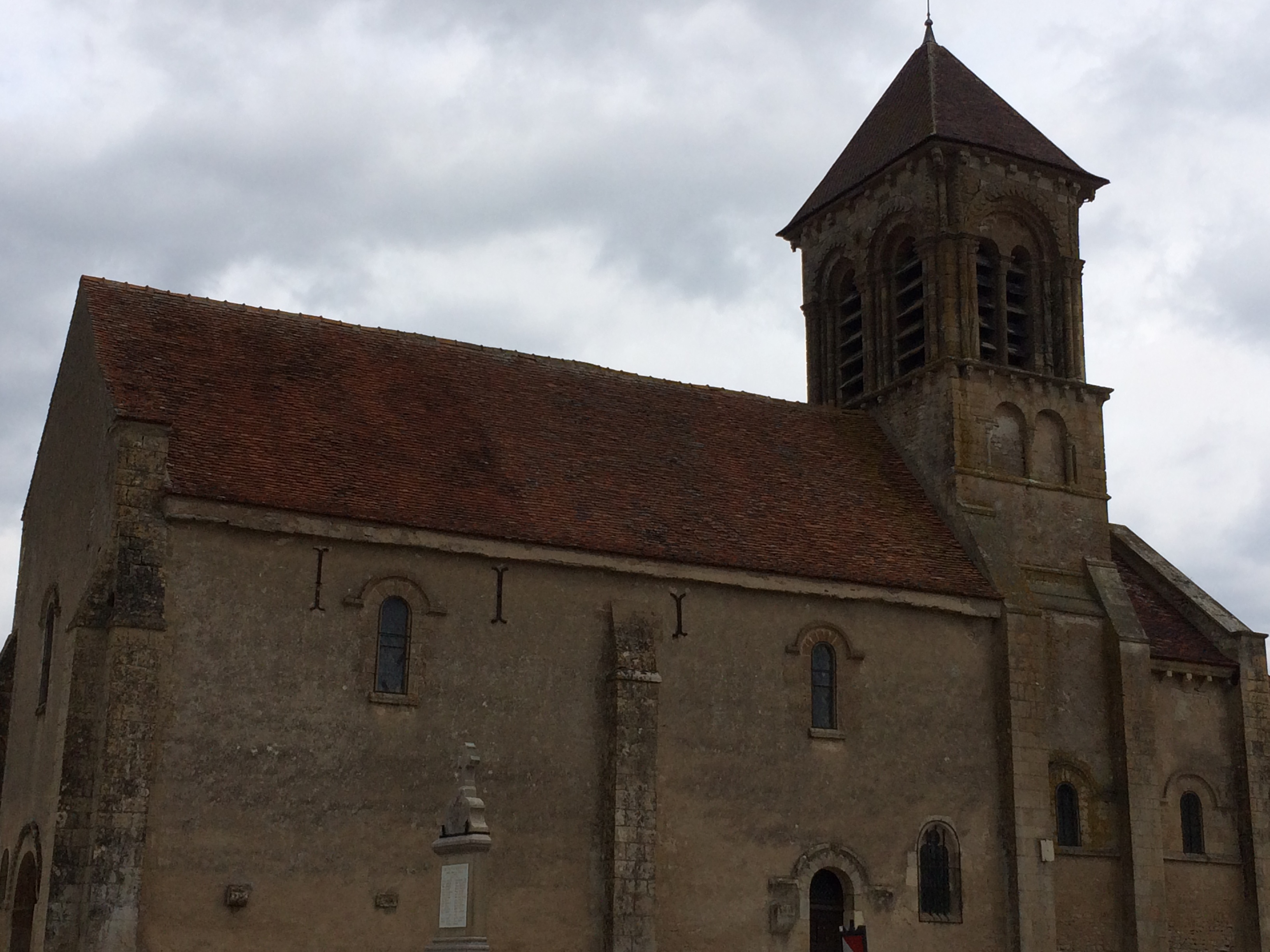
L'église de Neuilly-en-Dun.

### Personnalités liées à la commune
- François de Beaucaire de Péguillon (1514-1591), seigneur de Liénesse, évêque de Metz. Issu d'une famille du Bourbonnais, cet homme d'église proche des Guise fut aussi historien (il écrivit une Histoire de France, publiée après sa mort en 1625). Il fut aumônier de Marie Stuart, reine d'Écosse. Il légua la seigneurie et le château de Liénesse construit au XIVe siècle à son cousin, Beaucaire de Puyguillon

- Pierre Lécuellé (1849-1904), maire de Clermont-Ferrand de 1893 à 1900, est né dans la commune.
- Pierre Mezinski (1950), auteur de littérature d'enfance et de jeunesse et de quelques romans policiers et historiques, né dans la commune.